# デリア・シェパード
デリア・シェパード（英: Delia Sheppard、1960年7月29日 - ）は、デンマーク出身の女優、モデル、歌手、ダンサーである。

## 経歴

### バレエ
シェパードは、9歳からバレエを習い始め、デンマークやフランス、南アフリカで公演を行った。デンマーク王立バレエ団やパリ国立オペラ、Lido de Parisなどの舞台で踊った。

### 歌手
一方で、1985年には、フランスで2曲入りのレコード・シングル『Action』をリリースした。

### モデル
また、フランスでは、モデルとして活躍し、カール・ラガーフェルドやクリスチャン・ディオール、ジャン＝ポール・ゴルチエのファッションモデルを務めた。

### 女優
その後、背中を痛めたシェパードは、俳優の道を志し、ハリウッドに渡った。そして、『ロッキー5/最後のドラマ』や、『エニイ・ギブン・サンデー』、『Mirror Images』、『ナイト・リズム/セクシーDJ殺人事件』などの映画へに出演した。また、『たどりつけばアラスカ』や『Night Court』といったテレビシリーズにもゲスト出演している。
1988年4月、ペントハウス誌の今月のペントハウス・ペットに選ばれた。2005年、Linda Ruth Williamsは『The Erotic Thriller in Contemporary Cinema』の中で、「ハリウッドの片隅でB級エロティック・スリラー」に出演した女優の例としてシェパードとキラ・リードを挙げ、「（映画における）ストリップ回路としての役割を担うベテラン（DTV〈direct-to-video/オリジナルビデオ作品〉ディーバのキラ・リードとデリア・シェパードはともにショーガールとしてキャリアをスタートさせた）にとっては当然の軌跡」であると述べている。
近年では、ラスベガスでショーガールとして活躍し、『Splash』や『Showgirl Follies, Life in Feathers and Rhinestones』といったショーに出演している。

## フィルモグラフィ
- 2018: Show Dogs
- 2010: ダイナクロコvsスーパーゲイター（英語版）　Dinocroc vs. Supergator (TV)
- 2009: Vampire in Vegas
- 1999: エニイ・ギブン・サンデー　Any Given Sunday
- 1994: インモラル女医　Point of Seduction: Body Chemistry III
- 1993: Sins of Desire
- 1992: アニマルインスティンクト/不倫願望ジョアンナ　Animal Instincts
- 1992: ナイト・リズム/セクシーDJ殺人事件　Night Rhythms
- 1992: シークレット・ゲーム/甘く危険な秘密（英語版）　Secret Games
- 1992: セクシーツイン（英語版）　Mirror Images
- 1990: ロッキー5/最後のドラマ　Rocky V
- 1990: 悪魔の愛液/デビル・バウンドII　Witchcraft II: The Temptress
- 1990: ドリーム・セメタリー/悪夢の情事（英語版）　Haunting Fear
- 1989: Young Rebels
- 1974: The Spots on My Leopard